# Miles Simon
Miles Julian Simon (ur. 21 listopada 1975 w Sztokholmie) – amerykański koszykarz, występujący na pozycjach rozgrywającego oraz rzucającego obrońcy, posiadający także szwedzkie obywatelstwo, trener koszykarski, analityk i komentator spotkań koszykarskich ew stacji ESPN, obecnie asystent trenera Phoenix Suns.
21 czerwca 2023 dołączył do sztabu szkoleniowego Phoenix Suns.

## Osiągnięcia
Na podstawie, o ile nie zaznaczono inaczej.
NCAA
- Mistrz:
  - NCAA (1997)
  - sezonu regularnego konferencji PAC-10 (1998)
- Uczestnik rozgrywek:
  - Elite Eight turnieju NCAA (1997, 1998)
  - Sweet Sixteen turnieju NCAA (1996–1998)
  - turnieju NCAA (1995–1998)
- Most Outstanding Player (MOP=MVP) turnieju Final Four NCAA (1997)[5]
- Zaliczony do:
  - I składu:
    - All-American (1998)
    - Pac-10 (1998)
    - NCAA Final Four (1997 przez Associated Press)[6]

  - Galerii Sław Sportu:
    - Uczelni Arizona (2005)
    - Konferencji Pacific-10 (2008)

Drużynowe
- Mistrz CBA (2002)
- Uczestnik rozgrywek Suproligi (2001)

Indywidualne
- MVP:
  - CBA (2002)
  - play-off CBA (2002)
- CBA Newcomer of the Year (2002)
- Zaliczony do I składu CBA (2002)
- Lider CBA w skuteczności rzutów wolnych (2002)

Trenerskie
- Mistrzostwo NBA (2020 jako asystent trenera)
- Uczestnik turnieju NCAA jako asystent trenera (2006, 2007, 2008)